# Манки-Хилл
Манки-Хилл (англ. Monkey Hill) — город в Сент-Китсе и Невисе. Административный центр округа Сент-Питер-Бастер. 
На 2020 год население города составляло 592 человека.

## География
Находится на юго-востоке острова Сент-Китс. Высота над уровнем моря — 148 м.

### Климат
По Классификации климатов Кёппена, климат здесь определяется как Aw — тропический климат с сухой зимой и дождливым летом. Температура здесь в среднем 26,2 °C. Среднегодовая норма осадков — 910 мм.